# 京極高富
京極 高富（きょうごく たかとみ）は、江戸時代後期の大名。丹後国峰山藩11代藩主。官位は従五位下備中守、周防守、主膳正。明治に入り子爵。

## 生涯
10代藩主・京極高景の長男として誕生。幼名は啓治郎。
嘉永2年（1849年）3月7日、父高景の隠居により家督を継いだ。同年12月16日、従五位下備中守に叙任する。後に周防守、主膳正に改める。安政4年（1857年）2月、大番頭に就任する。文久元年（1861年）9月14日、大坂玉造定番に就任する。天誅組の変や生野の変鎮圧で功を挙げている。慶応2年（1866年）1月7日、若年寄に就任する。同時に14代将軍徳川家茂から大坂への従軍を命じられる。同年5月25日、第二次長州征討に際し、四国方面軍の取締を命じられる。四国方面軍とは、徳島藩や松山藩、高松藩などを主力として、海路四国から徳山を経て、山口へ進攻する部隊である。それに伴い、高冨は伊予国松山に陣を構える。
慶応3年（1867年）4月8日、帰府を命じられる。同年6月18日、国内事務取扱を命じられる。同年10月27日、陸軍事務取扱を命じられる。同年12月2日、若年寄兼海軍奉行に就任する。慶応4年（1868年）2月14日、若年寄を退任する。同年閏4月15日、上洛し、新政府へ恭順の姿勢を示すも、佐幕派として見なされ、新政府により謹慎を命じられた。しかし、養嗣子の高陳が養父の名代として既に3月20日に天皇に拝謁していることや、新政府軍に兵を出していることなどが考慮され、同年5月14日に謹慎を許された。直後の5月28日、胸の持病を理由にして、高陳に家督を譲って隠居した。
明治8年（1875年）9月30日、養子高陳が隠居し、再び家督を相続する。明治17年（1884年）、子爵となる。明治22年（1889年）2月9日、55歳で死去。跡を新たに養子とした高致が継いだ。墓所は京都府京丹後市峰山町吉原の安泰山常立寺。

## 系譜
- 父：京極高景（1812-1863）
- 母：不詳
- 正室：稲垣長剛娘
- 室：牧野貞幹娘
- 養子
  - 男子：京極高陳（1838-1893?） - 京極高紀の次男
  - 男子：京極高致 - 五辻安仲の次男

| 日本の爵位 | 日本の爵位                              | 日本の爵位    |
| ---------- | --------------------------------------- | ------------- |
| 先代 叙爵  | 子爵 （峰山）京極家初代 1884年 - 1889年 | 次代 京極高致 |